# EyeToy
EyeToy — це кольорова веб-камера для використання з PlayStation 2 . Підтримувані ігри використовують комп’ютерний зір і розпізнавання жестів для обробки зображень, зроблених EyeToy. Це дозволяє гравцям взаємодіяти з іграми, використовуючи рух, визначення кольору, а також звук через вбудований мікрофон . Її випустили в жовтні 2003 року.
Камера вироблялася компанією Logitech (відома як "Logicool" в Японії), хоча новіші EyeToys виробляє Namtai. Камера, в основному, використовується для ігор EyeToy, розроблених Sony та іншими компаніями. Вона не призначена для використання як звичайна камера для ПК, хоча деякі програмісти написали для неї неофіційні драйвери .  EyeToy сумісна з PlayStation 3 і може використовуватися для відеочату .  Станом на 6 листопада 2008 року EyeToy було продано 10,5 мільйона одиниць по всьому світу. 

## історія
EyeToy був задуманий Річардом Марксом в 1999 році, після того як він став свідком демонстрації PlayStation 2 на конференції розробників ігор 1999 року в Сан-Хосе, Каліфорнія.Ідея Маркса полягала в тому, щоб включити природний користувальницький інтерфейс і додатки для відеоігор змішаної реальності за допомогою недорогої веб-камери, використовуючи обчислювальну потужність PlayStation 2 для реалізації технологій комп'ютерного зору і розпізнавання жестів. У тому ж році він приєднався до Sony Computer Entertainment America (SCEA) і працював над технологією в якості менеджера спеціальних проектів з досліджень і розробок.
Робота Маркса привернула увагу Філа Гаррісона, тодішнього віце-президента зі зв'язків з третіми сторонами та досліджень і розробок SCEA. Незабаром після підвищення в 2000 році до старшого віце-президента з розробки продуктів Sony Computer Entertainment Europe (SCEE), Харрісон привіз Маркса в штаб-квартиру підрозділу в Лондоні, щоб продемонструвати технологію ряду розробників. На демонстрації Маркс приєднався до Рона Фестехо з Psygnosis  (який згодом об’єднався і перетворився на London Studio ), щоб розпочати розробку назви програмного забезпечення з використанням технології, яка пізніше стане EyeToy: Play . Спочатку лондонське відділення називало iToy (скорочення від «інтерактивна іграшка»), пізніше Харрісон перейменував веб-камеру на EyeToy. Вперше він був продемонстрований публіці на заході PlayStation Experience у серпні 2002 року з чотирма міні-іграми . 
EyeToy, який уже запланований на випуск у Європі, був обраний японськими та американськими відділеннями SCE, після успішного показу на PlayStation Experience. У 2003 році EyeToy був випущений в комплекті з EyeToy: Play : в Європі 4 липня та Північній Америці 4 листопада. До кінця року було продано понад 2 мільйони одиниць EyeToy в Європі та 400 000 одиниць у Сполучених Штатах.  11 лютого 2004 року EyeToy був також випущений в Японії.

## Дизайн
Камера закріплена на шарнірі. Фокусування камери здійснюється обертанням кільця навколо об'єктива. Вона оснащена двома світлодіодними індикаторами на передній панелі. Синє світло вмикається, коли PS2 увімкнено, вказуючи, що вона готова до використання, а червоний блимає, коли в кімнаті недостатньо світла. Також є вбудований мікрофон. Оригінальний логотип і дизайн продукту для камери розроблено співробітником Sony, Олівером Райтом. Друга, новіша модель EyeToy має подібні функції, але має менший розмір та сріблястий корпус. 

## Використання з персональними комп’ютерами
Оскільки EyeToy, по суті, являє собою веб- камеру в корпусі, розроблену відповідно до PlayStation 2, і вона використовує протокол USB 1.1 і USB-штекер, можна відносно легко змусити її працювати на інших системах. Драйвери були створені для того, щоб вона працювала з багатьма операційними системами комп’ютера, однак Linux  є єдиною ОС, яка має встановлені драйвери, але Namtai, Logitech або Sony не випускали офіційних драйверів для Windows,та Mac OS або Linux . Тип необхідного драйвера залежить від моделі камери EyeToy. Є три різні моделі 
- SLEH-00030
- SLEH-00031
- SCEH-0004

Інформація про модель міститься на етикетці на нижній частині камери.
У цих спеціальних драйверах червоний світлодіод, який зазвичай сигналізує про недостатнє освітлення, використовується як індикатор активного запису. Синій світлодіод горить, коли EyeToy підключено до комп’ютера.

## Ігри

### Створеній для EyeToy
Для 28 ігор потрібна EyeToy. Усі, окрім двох, ексклюзивних для корейських, були випущені в регіонах PAL, тоді як лише 8 (з 2 сторонніми) назви були випущені в Північній Америці.
| Game title                           | Year released                                           | Developer                      | Publisher                          |
| ------------------------------------ | ------------------------------------------------------- | ------------------------------ | ---------------------------------- |
| EyeToy: Play                         | Липень 2003 (Європа) Листопад 2003 (Північна Америка)   | London Studio                  | Sony Computer Entertainment        |
| EyeToy: Groove                       | Листопад 2003 (Європа) Квітень 2004 (Північна Америка)  | London Studio                  | Sony Computer Entertainment        |
| U-Move Super Sports                  | Липень 2004 (Японія) Жовтень 2004 (Європа)              | Konami                         | Konami                             |
| EyeToy: Monkey Mania                 | Серпень 2004 (Японія) Березень 2005 (Європа)            | Japan Studio                   | Sony Computer Entertainment        |
| Nicktoons Movin'                     | Жовтень 2004 (Північна Америка) Листопад 2004 (Європа)  | Mass Media                     | THQ                                |
| Sega Superstars                      | Жовтень 2004 (Північна Америка) Листопад 2004 (Європа)  | Sonic Team                     | Sega                               |
| EyeToy: AntiGrav                     | Листопад 2004 (Північна Америка) Березень 2005 (Європа) | Harmonix                       | Sony Computer Entertainment        |
| EyeToy: Play 2                       | Листопад 2004 (Європа) Серпень 2005 (Північна Америка)  | London Studio                  | Sony Computer Entertainment        |
| Disney Move                          | Листопад 2004 (Європа)                                  | Artificial Mind &amp; Movement | Buena Vista Games                  |
| EyeToy: EduKids                      | Січень 2005 (Корея)                                     | SCE Korea Arisu Media          | Sony Computer Entertainment Korea  |
| EyeToy: Chat                         | Лютий 2005 (Європа)                                     | London Studio                  | Sony Computer Entertainment Europe |
| EyeToy: Tales                        | Березень 2005 (Корея)                                   | SCE Korea                      | Sony Computer Entertainment Korea  |
| YetiSports Arctic Adventures         | Липень 2005 (Європа)                                    | Pirate Games                   | JoWooD Productions                 |
| EyeToy: Kinetic                      | Вересень 2005 (Європа) Листопад 2005 (Північна Америка) | London Studio                  | Sony Computer Entertainment        |
| SpyToy                               | Жовтень 2005 (Європа) Листопад 2005 (Північна Америка)  | London Studio                  | Sony Computer Entertainment        |
| EyeToy: Play 3                       | Листопад 2005 (Європа)                                  | London Studio                  | Sony Computer Entertainment Europe |
| Rythmic Star!                        | Квітень 2006 (Європа)                                   | Namco                          | Ignition Entertainment/Namco       |
| Clumsy Shumsy                        | Жовтень 2006 (Європа)                                   | Phoenix Games                  | Phoenix Games                      |
| EyeToy: Kinetic Combat               | Листопад 2006 (Європа)                                  | London Studio                  | Sony Computer Entertainment Europe |
| EyeToy Play: Sports                  | Листопад 2006 (Європа)                                  | London Studio                  | Sony Computer Entertainment Europe |
| Bob the Builder                      | Серпень 2007 (Європа)                                   | Atomic Planet Entertainment    | Mastertronic Group                 |
| Thomas & Friends: A Day at the Races | Серпень 2007 (Європа)                                   | Broadsword Interactive         | Mastertronic Group                 |
| EyeToy Play: Astro Zoo               | Листопад 2007 (Європа)                                  | London Studio                  | Sony Computer Entertainment Europe |
| EyeToy Play: Hero                    | 2008 (Європа)                                           | London Studio                  | Sony Computer Entertainment Europe |
| EyeToy Play: PomPom Party            | 2008 (Європа)                                           | London Studio                  | Sony Computer Entertainment Europe |

### Покращено за допомогою EyeToy
Ці ігри можуть бути використані з EyeToy за бажанням. Зазвичай на коробці у них є напис "Enhanced with EyeToy" або "EyeToy Enhanced".
- AFL Premiership 2005 (IR Gurus, 2005)
- AFL Premiership 2006 (IR Gurus, 2006)
- AFL Premiership 2007 (IR Gurus, 2007)
- AND 1 Streetball
- Buzz! The Music Quiz (Sony, кінець 2005 року)
- Buzz! The Big Quiz (Sony, Березень 2006 року)
- Burnout Paradise (Criterion, 2008) - Коли ви вперше грайте в гру на PS3, вона може використовувати Eyetoy, щоб зробити знімок, який буде використано на картці ліцензії.
- CMT Presents: Karaoke Revolution Country
- Dance Dance Revolution Extreme (North America) (Konami, 2004) – Міні-ігри EyeToy, гравці за бажанням можуть побачити себе в танці, додатковий режим із 2 мішенями камери.
- DDR Festival Dance Dance Revolution (Konami, 2004) – Міні-ігри EyeToy, гравці за бажанням можуть побачити себе в танці, додатковий режим із 2 мішенями камери.
- Dancing Stage Fusion (Konami, 2004) – Міні-ігри EyeToy, гравці за бажанням можуть побачити себе в танці, додатковий режим із 2 мішенями камери.
- Dance Dance Revolution Extreme 2 (Konami, 2005) – Міні-ігри EyeToy, гравці за бажанням можуть побачити себе в танці, додатковий режим із 2 мішенями камери.
- Dancing Stage Max (Konami, 2005) – Міні-ігри EyeToy, гравці за бажанням можуть побачити себе в танці, додатковий режим із 2 мішенями камери.
- Dance Dance Revolution Strike (Konami, 2006) – Міні-ігри EyeToy, гравці за бажанням можуть побачити себе в танці, додатковий режим із 2 мішенями камери.
- Dance Dance Revolution SuperNova (North America) (Konami, 2006) – Міні-ігри EyeToy, гравці за бажанням можуть побачити себе в танці, додатковий режим із 2 мішенями камери.
- Dance Dance Revolution SuperNova (Konami, 2007) – Міні-ігри EyeToy, гравці за бажанням можуть побачити себе в танці, додатковий режим із 2 мішенями камери.
- Dancing Stage SuperNova (Europe) (Konami, 2007) – Міні-ігри EyeToy, гравці за бажанням можуть побачити себе в танці, додатковий режим із 2 мішенями камери.
- Dance Dance Revolution SuperNova 2 (North America) (Konami, 2007) – Міні-ігри EyeToy, гравці за бажанням можуть побачити себе в танці, додатковий режим із 2 мішенями камери.
- Dance Dance Revolution SuperNova 2 (Konami, 2008) – Міні-ігри EyeToy, гравці за бажанням можуть побачити себе в танці, додатковий режим із 2 мішенями камери.
- Dance Dance Revolution X (North America) (Konami, 2008) – Міні-ігри EyeToy, гравці за бажанням можуть побачити себе в танці, додатковий режим із 2 мішенями камери.
- Dance Dance Revolution X2 (North America) (Konami, 2009) – Міні-ігри EyeToy, гравці за бажанням можуть побачити себе в танці, додатковий режим із 2 мішенями камери.
- Dance Factory – гравці можуть за бажанням бачити себе танцюючими, додатковий режим із 2 цілями камери.
- DT Racer (XS Games, 2005) – можна Зробіть фотографію за допомогою камери EyeToy і використовуйте її як фотографію водійських прав у грі, а під час перегонів від першої особи ви зможете побачити своє відображення в дзеркалі заднього виду.
- Formula One 05 (Sony, середина 2004 року)
- Flow: Urban Dance Uprising
- Gaelic Games: Football
- Get On Da Mic (Eidos Interactive, 2004) – гравці можуть бачити свою продуктивність
- Gran Turismo 4 - використовується для розблокування Nike Один концепт-кар, призначений для покупців лімітованої серії гри Nike
- Gretzky NHL 2005
- Harry Potter and the Prisoner of Azkaban (Electronic Arts, 2004) – містить міні-ігри EyeToy
- Jackie Chan Adventures (Sony, 2004) – містить міні-ігри Eye Toy
- Karaoke Revolution Party
- Karaoke Revolution Presents: American Idol
- Lemmings (Team17, 2006)
- L'eredità (Milestone srl, 2003) – використовується для аватарів гравців
- LittleBigPlanet (Media Molecule, 2008) – Незважаючи на те, що він випущений на PS3 і розроблений для PlayStation Eye, він сумісний з EyeToy. Гравці можуть робити фотографії, які використовуватимуться як наклейки в грі для розміщення на стінах та інших поверхнях
- LMA Manager 2005 (Codemasters, 2004) – гравці можуть опублікувати свої фотографії в ігрових газетах
- MLB 2005
- MLB 2006 – використовується для створення гравця
- MLB '06: The Show
- MLB '07: The Show
- MLB '08: The Show
- MLB '09: The Show
- MLB 10: The Show
- MLB 11: The Show
- NBA 07
- Racing Battle: C1 Grand Prix (Genki, 2005) – Використовується для створення текстур для використання як наклейки на кузов в інтерфейсі фарбування автомобіля.
- <i id="mwAeQ">SingStar</i> series (Sony, 2004–2008) – ігрокі за бажанням можуть бачити себе під час співу
- The Sims 2 – гравці можуть сфотографувати себе, а потім повісити на стіну або змусити своїх Сімів розмалювати
- Stuart Little 3: Big Photo Adventure
- The Polar Express (THQ, 2004)
- The Sims 2: Pets
- The Urbz: Sims in the City (Electronic Arts, 2004) – гравці можуть показувати свої обличчя на рекламних щитах у грі
- This Is Football 2005
- Tony Hawk's American Wasteland (Activision) – Використовується для імпорту обличчя гравця на створеного скейтера.
- Tony Hawk's Underground 2 (Activision, 2004) – Гравець може сфотографувати своє обличчя та нанести його на персонажа.
- Vib-Ripple (NanaOn-Sha, 2004) — Гравці можуть робити фотографії та використовувати їх як етапи.
- YetiSports Arctic Adventures (JoWood Productions, 2005) – Багатокористувацькі ігри EyeToy
- Who Wants To Be A Millionaire? Party Edition (Eidos Interactive, кінець 2006 року) – гравці можуть мати свої «знімки» на виграшний чек
- World Tour Soccer 2006

## Камео
EyeToy: Cameo — це система, яка дозволяє гравцям включати власні зображення як аватари в інших іграх. Ігри, які підтримують цю функцію, включають програму для сканування голови, яку можна використовувати для створення 3D-моделі голови гравця. Після збереження на карті пам’яті цей файл буде доступний в іграх, які підтримують цю функцію Cameo. EyeToy: Cameo ліцензує технологію для створення голови від Digimask .

## Дивіться також
- Список ігор, сумісних з EyeToy
- Змішана реальність
- Dreameye, перший аксесуар для камери для домашньої ігрової консолі, використаний на Dreamcast
- PlayStation Eye, наступник EyeToy для PlayStation 3
- Xbox Live Vision, аналогічна камера, створена для Xbox 360
- Kinect, дуже схожий пристрій, виготовлений для Xbox 360